# Salmon Cycle Marker
A Salmon Cycle Marker Ken MacKintosh és Lillian Pitt 2005-ben felállított szobra az Amerikai Egyesült Államok Oregon államának Portland városában, a Portlandi Állami Egyetem campusán.

## Története
A Broadway és Jackson utcák sarkán, a Native American Student and Community Center közelében található. A bronzból, fából és rozsdamentes acélból készült alkotás a Columbia folyón ívó lazacokat ábrázolja; talapzata a Mount Saint Helens 1980-as kitörésekor kidőlt három fából készült, és rajta Pitt She Who Watches alkotása látható. Az egyetem szerint a regionális szimbolizmust ábrázolja.
Legalább egy művészeti sétán bemutatták.

## Fordítás
- Ez a szócikk részben vagy egészben  a   Salmon Cycle Marker című angol Wikipédia-szócikk ezen változatának fordításán alapul.  Az eredeti cikk szerkesztőit annak laptörténete sorolja fel. Ez a jelzés csupán a megfogalmazás eredetét és a szerzői jogokat jelzi, nem szolgál a cikkben szereplő információk forrásmegjelöléseként.